# Emile Bintunimana
Emile Bintunimana (Gitarama, 15 augustus 1991) is een Rwandees wielrenner. In 2015 wist hij etappes te winnen in Afrikaanse UCI-wedstrijden.

## Carrière
In 2015 wist Bintunimana driemaal op het podium te eindigen van een etappe in de Ronde van Kameroen, waarvan één keer op de hoogste trede. In het eindklassement moest hij enkel Clovis Kamzong en Rasmane Ouédraogo boven zich dulden. In november van dat jaar wist Bintunimana ook de tweede etappe van de Ronde van Rwanda te winnen.

## Overwinningen
2015
2e etappe Ronde van Kameroen
2e etappe Ronde van Rwanda